# Juan de Carvajal
Juan de Carvajal (Villafranca de los Barros, Corona de Castilla, 1509 - El Tocuyo de la provincia de Venezuela, Imperio español, 16 de septiembre de 1546) fue un funcionario español que ocupó brevemente y en forma interina los cargos de teniente de gobernador general de Coro en 1544 y de gobernador de la provincia de Venezuela desde 1545 hasta que al regresar el teniente de gobernador titular Von Hutten y enterarse de la despoblación de Coro por Carvajal para la fundación de la nueva ciudad de El Tocuyo el 7 de diciembre del mismo año, fuera ajusticiado por querer desmantelarla, y por tal motivo, Carvajal fuera depuesto a mediados de 1546, además de ser juzgado y sentenciado a la expropiación, por lo cual fallecería ahorcado al poco tiempo sumido en la pobreza.

## Biografía hasta el cargo de relator en Santo Domingo

### Nacimiento
Juan de Carvajal había nacido en el año 1509 en la localidad de Villafranca de los Barros, del Reino de León y en Extremadura, formando ambos parte de la Corona de Castilla.

### Viaje a la América española
Llegó con veinte años de edad a territorio de la provincia de Venezuela, ubicada en la Sudamérica española, con la expedición alemana de los Welser de Augsburgo que arribaba a Santa Ana de Coro en marzo de 1529.
El 16 de noviembre de 1530, ejerció de escribano público y de registro en un asentamiento documental que firmó en la villa de Maracaibo. Posteriormente fue escribano oficial en Coro y procurador general de la provincia de Venezuela.
Como procurador general, Carvajal puso demanda contra Georg von Speyer y demás adelantados de los Welser en un juicio de residencia realizado en Coro.
En el juicio, Carvajal acusó a la gente de los Welser de incumplir las cláusulas de las capitulaciones firmadas con el rey Carlos I, de hipotecar a los soldados por venderles alimentos, vestimenta y enseres a precios abusivos, además de evadir el porcentaje del oro que por el quinto correspondía a la Corona. Insistió también que durante las marchas perecieron más de seiscientos alemanes, mil españoles y unos seis mil indígenas que les acompañaban como porteadores.
Concluido el juicio, en 1540 Carvajal es requerido en Santo Domingo para que sea relator de la Real Audiencia de Santo Domingo. Ejerció esa actividad hasta diciembre de 1543.

## Teniente general y gobernador fáctico de Venezuela
A principios de 1544, Carvajal vino otra vez a Coro como teniente de gobernador general interino, acompañando al licenciado Juan de Frías que había sido nombrado juez de residencia por la Real Audiencia de Santo Domingo y si fuera necesario, interinamente como gobernador venezolano.
Al año siguiente, aprovechando que el entonces gobernador interino Frías se había dirigido a la isla de Margarita, Carvajal ocuparía fácticamente el cargo de gobernador por falsificar título, y porque se seguía desconociendo el paradero del anterior teniente general Philipp von Hutten o bien traducido como Felipe de Utre quien fuera confirmado como gobernador titular ya que era quien tendría que suceder a Heinrich Remboldt en la gobernación de Venezuela, aunque nunca pudiera ocupar el cargo.

### Fundador de la ciudad de El Tocuyo
Hutten había emprendido hacía más de cuatro años una exploración al país de los omaguas y se creía que había muerto. Carvajal nombró en su anterior puesto de teniente general a Juan de Villegas. De esta forma, Carvajal juntó a la mayoría de las familias de Santa Ana de Coro y fueron hacia un valle fértil, donde pudieran sembrar y criar animales, por lo cual, el 7 de diciembre de 1545 fundó la ciudad de Nuestra Señora de la Pura y Limpia Concepción de El Tocuyo, junto al río del mismo nombre, convirtiéndola en la capital provincial. Es de resaltar el hecho de que Carvajal a pesar de todas las opiniones que tenía en contra decidió ir en busca de la tierra a orillas de un río de la cual había escuchado de los naturales. Es así como se emprendió una penosa marcha con hombres, mujeres, niños y ganado, que salió de Coro tomando rumbo al sur. Esto en aquella época tuvo sus grandes tropiezos y opiniones negativas, pues las pocas personas que habían, defraudadas por el fracaso de las anteriores expediciones de los alemanes, se negaban a ir, pensando únicamente que la opción era emigrar al Reino de la Nueva Granada.
Sin embargo, el don de mando y la tenacidad de Carvajal, obviaron estos escollos y por vez primera en nuestra tierra sale una expedición en que se incluyen mujeres y niños, además de ganado, ya que la finalidad no era buscar minas ni el fabuloso dorado, sino asentar familias en una zona fértil donde se pudiera sembrar y cultivar la tierra y criar el poco ganado que habían podido sacar de la decadente ciudad de Coro.
De esta manera comienza la auténtica organización de nuestro territorio, que sin el arrojo y la fuerza espiritual de un Juan de Carvajal, no se sabe en qué momento se hubiera llevado a cabo, ya que hasta entonces los intereses egoístas reinaron sobre el bien común.

### Asesinato de Felipe von Hutten
En 1546, volvía a Coro el capitán general Philipp von Hutten y al pasar por El Tocuyo, se enteró de que Carvajal había sido nombrado como su sustituto. Por dicha razón Von Hutten se encolerizó y le pidió a Carvajal cuentas del porqué había fundado aquella ciudad.
Carvajal intentó explicarle, pero ambos se enzarzaron en una discusión de tono desagradable y sacaron las espadas, pero no llegaron a agredirse. Von Hutten quiso despoblar El Tocuyo y llevarse otra vez la gente a Coro. Carvajal se opuso a las intenciones de Von Hutten, y mientras ambos discutían, Bartolomé Welser VI "el Joven" —hijo de Bartolomé Welser V "el Viejo"— quien acompañaba a Von Hutten, le dio a Carvajal con el palo de la lanza y lo tiró en el barro.
Acto seguido, los soldados expedicionarios desarmaron a los de Carvajal y se fueron a Coro, llevándose armas y caballos de aquellos que estaban con Carvajal. Este convocó a los suyos y salen contra von Hutten. Al caer la tarde, los alcanzaron en el camino. Vuelven a producirse los insultos y las amenazas, esta vez más acaloradas y es cuestión de tiempo para que aquello se vuelva una batalla campal saliendo vencedores los de Carvajal, entre los que se pensó en un momento también participó Juan de Villegas. Carvajal ordenó a sus hombres que decapitaran a Von Hutten, a Bartolomé Welser y tres españoles más del escuadrón de los alemanes. Luego, Carvajal regresó a El Tocuyo.

### Juicio de residencia
La Real Audiencia de Santo Domingo se enteró de lo sucedido con Von Hutten. Al cabo de mes y medio, Carvajal fue arrestado por las fuerzas del juez Juan Pérez de Tolosa. En Coro se celebró un juicio de residencia. Carvajal se defendió alegando que si había mandado ajusticiar a Von Hutten, era en defensa de las exigencias legítimas de los corianos y del poblamiento recién fundado, mirando por la prosperidad de la gente que había sacado de Coro sumida en la pobreza por los Welser.
Oídas sus declaraciones, el juez Pérez de Tolosa dictó sentencia el 16 de septiembre de 1546:

Condenamos al dicho Juan de Carvajal, reo acusado, a que sea sacado de la cárcel pública donde está, atado a la cola de un caballo, e por la plaza de este asiento sea llevado arrastrando asta la picota e horca, e allí sea colgado del pescuezo con una soga de esparto o de cáñamo, de manera que muera de muerte natural, e ninguno de allí sea osado de le quitar sin licencia de mí, el dicho. Gobernador, so pena de muerte.

Según testimonio del escribano Juan Quincoces de la Llana, al pronunciarse la sentencia, Carvajal tomó la palabra y se dirigió a las autoridades diciendo que solo él era responsable de la muerte de Hutten, de Bartolomé Welser y de sus tres compañeros, y que no se culpase a nadie más. Reconoció haber ofendido al rey y a la Divina Majestad, por cuyos motivos imploraba el perdón y aceptaba con paciencia y resignación la muerte en expiación de sus culpas. Cabe destacar que junto con él también fue arrestado Juan de Villegas, que permaneció un mes encerrado, debido a que se creía que también éste había tenido culpa en la "masacre" perpetuada contra estos representantes de la corona. Hasta que finalmente no se pudo comprobar, debido a la falta de pruebas, a que nadie testificó en su contra y parte a la declaración de Juan de Carvajal  .

### Fallecimiento
Juan de Carvajal una vez confiscados sus bienes murió por ahorcamiento en El Tocuyo el mismo día de la sentencia, el 16 de septiembre de 1546. Según la relación enviada a la Real Audiencia de Santo Domingo por el juez Pérez de Tolosa, expresa lo siguiente:

fue condenado en perdimyento de todos sus bienes para la cámara de vuestra Alteza y fueron tan pocos que montan más las deudas, y aunque hubo otras condenaciones, de que no se envía relación por falta de papel, fueron tan pocos que no bastan para pagar las deudas del difunto [...]

## Opinión de algunos historiadores
Juan de Carvajal genera opiniones mixtas en los historiadores. Algunos lo señalan de tirano, asesino y ladrón. Otros creen que él no fue ni mejor ni peor que el prototipo de los hombres de su tiempo. Y otros creen que fue el primer luchador por la justicia que se enfrentó al poder que dominaba.
Quedando muestra de esto en las múltiples denuncias que hizo de los atropellos y derramamientos de sangre que eran hechos por estos Gobernantes.
Ambrosio Pereira, en su ensayo histórico El Tocuyo conquistado y conquistador, dice que:

...Don Juan de Carvajal ha venido siendo en la Historia venezolana una de esas figuras que, bajo circunstancias muchas veces interesadas, se presenta bajo un aspecto lúgubre sin ninguna nota amable. Es verdad que ya nadie duda de que él hubiese sido el fundador de El Tocuyo; pero parece que hasta este mérito indiscutible, se le quiere envolver bajo la sombra tétrica de la tristemente célebre ceiba tocuyana. Aún se quiere hacer ver pendiente del árbol centenario, los cuerpos de los fundadores de la ciudad egregia y en cada uno de ellos divisar la efigie del ajusticiado de Tolosa, como si la sangre derramada por los conquistadores en el patíbulo infame reflejara como en un espejo ignominioso la silueta del último que al quedar péndulo hizo secar la frondosa ceiba con el veneno de sus maldades

No parece cierto que Carvajal hubiese empleado frecuentemente la ceiba histórica para ahorcar en ella a los que habían caído en su desgracia. Antes bien, de los documentos de la época no se puede concluir nada al respeto, como tampoco del propio juicio seguido a Carvajal, pues la negativa que entonces hizo éste de haber ahorcado a alguien durante su gobierno, no fue desmentida, probándose lo contrario, ni aun en la misma sentencia que lo llevó a la horca, la cual no considera otras muertes que las de los alemanes y sus acompañantes [...]

Nectario María Pralón, en su libro Los orígenes de Maracaibo, hace este comentario:

Descartados sus yerros, censurando y desaprobando el horrendo crimen que cometió al quitar la vida a Hutten y sus compañeros, rendimos tributo al valiente fundador de la primera ciudad de "tierra adentro" de Venezuela, al que supo terminar con las inútiles y perjudiciales entradas y encauzar la colonización por el verdadero derrotero que no quisieron ni supieron darle los Welser... ...Poco importa si tenía o no licencia para poblar y tampoco debemos fijarnos si, para acertar en esta empresa, presentó a sus colaboradores y subalternos provisiones autopreparadas. No debemos olvidar que él fue el iniciador de la verdadera colonización y población de Venezuela y con él terminó de hecho el fatal gobierno de los Welser

Ermila Troconis de Veracoechea, en su Historia de El Tocuyo colonial, comenta que:

...A pesar de lo mucho que se ha criticado a Juan de Carvajal, si nos valemos de la objetividad histórica es necesario reconocer que fue el primer europeo en tierras continentales americanas que comprendió que la verdadera riqueza de estas tierras estaba en la explotación agropecuaria organizada, olvidándose de lo que hasta entonces había sido el fin y la meta de sus predecesores: la búsqueda del oro

Según algunas fuentes el nombre de "La Vela de Coro" proviene del miedo que generaba el "Monstruoso Carvajal" . En Viajero de Indias Francisco Herrera Luque comenta:

...Sus habitantes pasaban la noche "velando" sobre las armas, temiendo a cada instante que el sanguinario gobernador viniese a degollarlos

| Predecesor: Juan de Frías | Gobernador de la provincia de Venezuela 1545 - 1546 | Sucesor: Juan Pérez de Tolosa |

Algunos dicen alegremente que lo que pretendía Carvajal era ir con la gente de coro a la Nueva Granada. La carta de Pérez de Tolosa al Rey, fechada el 9 de junio de 1546, arroja bastante luz al respecto:

...Este Juan de Carvajal, pasado el término de los tres meses, parte a fuerza, parte de grado, sacó la mayor y mejor parte de todos los vecinos de esta ciudad de Coro, que serían hasta ciento y setenta u ochenta personas de a caballo y a pie y no contento con esto robó cuanto servicio tenían a los que quedaban y llevó todo el ganado mayor y menor de que los vecinos se sustentaban y siguió su camino, dejando a una parte todas las montañas por una tierra llana, con intención de sacar la gente al Nuevo Reino de Granada, persuadiéndolos que allí alcanzarían mucho oro y emplearían sus ganados por grandes haberes y asi llego hasta un valle que dicen Bariquisimeto (sic) y allí en lugar aparejado para sus ganados asentó a su Real y gente, sin dejar divertir a la gente a parte ninguna, ni tener contratación con indios comarcanos

 .
A pesar del interés de Tolosa  por dañar la reputación de Carvajal, con su carta también dejó claro varios puntos:
1) Si dejó las montañas y se fue a tierra llana es porque realmente no pensaba ir al Nuevo Reino de Granada, sino asentarse en lugar propicio para la ganadería y agricultura.
2) Cuando no deja "divertir" a la gente a parte ninguna es porque no tiene interés en que haya tan pronto exploración de nuevas tierras, sino que deseaba sedentarizar de alguna manera a la población recién llegada de Coro.
3) Prohibió toda "contratación con los indios comarcanos", para evitar los atropellos y abusos a los que se habían acostumbrado estos nuevos habitantes.
Por lo tanto, a pesar del afán por desacreditar a Carvajal, tomando objetivamente los términos de esta carta, se nos plantea una realidad distinta a la de quienes opinan que Carvajal solo fue un aventurero y asesino.
Aún a los detractores de este gran hombre, que se sacrificó y que fundó a la "Ciudad Madre" (se refiere a El Tocuyo), les toca aceptar la realidad histórica con base en pruebas documentales.